# Surendranagar
Surendranagar est le chef-lieu du district de Surendranagar de l'État du Gujarat en Inde.
Sa population actuelle est supérieure à 200 000 habitants.